# Die Ausdehnung
Die Ausdehnung (Originaltitel: The Expanse) ist die 52. Episode der US-amerikanischen Science-Fiction-Fernsehserie Enterprise. Zugleich ist sie die letzte Episode der zweiten Staffel und die letzte Episode vor der Umbenennung des Serientitels in Star Trek: Enterprise. Die Handlung spielt am 24. April 2153 und bildet die wesentliche Grundlage für die dritte Staffel, die einen episodenübergreifenden Handlungsbogen erzählt.

## Handlung
Ein kleines Raumschiff schneidet mit einer Phaser-ähnlichen Waffe einen etwa 4000 km langen und hunderte Meter breiten und tiefen Riss in die Erdkruste zwischen Florida und Venezuela; anschließend stürzt es auf der Erde ab. Die Schätzungen der Erdregierung über die Anzahl der Todesopfer steigen von 1 Million bis auf 7 Millionen. Wegen des Angriffes erhält Captain Archer von Vizeadmiral Forrest den Auftrag, mit der Enterprise zur Erde zurückzukehren. Während die Enterprise dorthin unterwegs ist, wird Archer kurzzeitig durch Suliban entführt und durch Silik in Kontakt mit dem nur in seinen Umrissen sichtbaren Anführer der Suliban-Kabale gebracht. Dieser klärt Archer darüber auf, dass das feindliche Raumschiff von der Spezies Xindi aus der Zukunft geschickt worden ist, welche zuvor erfahren hat, dass ihre Welt im 26. Jahrhundert durch Menschen vernichtet werden wird. Weiterhin fordert er Archer dazu auf, die Entwicklung einer neuen Waffe der Xindi zu verhindern, mit der diese die Erde vollends zerstören wollen, und so eine Kontamination des Zeitstrahls zu verhindern. Dazu ist es nötig, sich in die „Delphische Ausdehnung“ zu begeben, eine weit entfernte Gegend des Weltraums, in der etwa physikalische Gesetze nicht vollständig gelten und die wegen ihrer Gefährlichkeit von etlichen Völkern gemieden wird. Dass die Suliban Archer nicht schon vor dem verheerenden Angriff davor warnten, diente nur zur Untermauerung der Glaubwürdigkeit der Suliban-Kabale.
Der Klingone Duras erhält von seinen klingonischen Vorgesetzten die Chance, seine verlorengegangene Ehre wiederherzustellen. Dazu erklärt er sich voller Tatendrang dazu bereit, Captain Archer erneut der klingonischen Justiz zuzuführen. Kurz vor der Ankunft bei der Erde wehrt die Enterprise, unterstützt durch ein hinzugekommenes Sternenflottenschiff, einen Angriff von Duras’ Kriegsschiff ab.
Archer kann Forrest und dem vulkanischen Botschafter Soval die Richtigkeit seiner von den Suliban erhaltenen Informationen beweisen, indem er das Alter eines Fragments des abgestürzten, feindlichen Xindi-Raumschiffes eindeutig auf die ferne Zukunft datiert. Während das Sternenflottenkommando Archer und der Enterprise die Durchführung der Mission gestattet, ist die vulkanische Führung überaus skeptisch und beruft T’Pol deshalb nach Vulkan zurück. Da seine Schwester durch den Angriff getötet wurde, will Tucker sich an den Xindi rächen.
Nachdem die Enterprise zur delphischen Ausdehnung aufgebrochen ist, wehrt sie abermals einen Angriff des von Duras befehligten Raumschiffs ab. Unterwegs entscheidet sich T’Pol, um an der Mission teilzunehmen, gegen ihre Versetzung und legt dazu ihr Offizierspatent nieder. An der Grenze der Ausdehnung angelangt, wehrt die Enterprise mit einem waghalsigen Flugmanöver den Angriff eines weiteren klingonischen Raumschiffes ab und zerstört es; seine zwei Begleitschiffe sind angesichts der Gefahr der Ausdehnung zuvor umgekehrt.

## Emmy-Nominierungen 2003
- Beste Musikkomposition für eine Serie (Dramatischer Underscore) – Dennis McCarthy
- Beste visuelle Spezialeffekte

## Romanadaption
Unter dem Originaltitel The Expanse erschien 2003 im Verlag Pocket Books ein von J. M. Dillard verfasster Roman, der die Episode zusammen mit ihrer Folgeepisode Die Xindi (The Xindi, Staffel 3) adaptiert. Eine deutsche Übersetzung wurde bislang nicht veröffentlicht (Stand: 30. November 2013).

## Rezeption
Terry J. Erdmann und Paula M. Block listen Die Ausdehnung in ihrem 2008 erschienenen Referenzwerk Star Trek 101 als eine der zehn wichtigsten Folgen der Serie Star Trek: Enterprise auf.